# Molí vell de Calabuig
Molí vell de Calabuig és un molí del municipi de Bàscara (Alt Empordà) inclòs en l'Inventari del Patrimoni Arquitectònic de Catalunya.

## Descripció
Situat a l'est del nucli urbà de la població de Bàscara i al nord del petit poble de Calabuig al qual pertany. Molt proper a la central hidroelèctrica, al molí nou i al riu Fluvià. S'hi accedeix pel camí del Molí, des de la GI-622.
Edifici de planta irregular, format per la successió de cossos adossats en diferents èpoques, que han anat engrandint la construcció original. Recentment ha estat rehabilitat i condicionat. El cos genuí és de planta rectangular, distribuït en dos pisos i amb terrassa superior. Presenta un portal d'accés d'arc carpanell bastit amb maons, a la planta baixa, i una galeria d'arcs de mig punt de maons, al pis. La construcció és bastida amb còdols de pedra lligats amb morter i carreus a les cantonades. Al costat del portal d'accés hi ha restes del possible parament original, bastit amb pedra ben desbastada. La resta de cossos que conformen l'edifici actual estan força transformats. Es troben distribuïts en tres plantes i presenten les obertures emmarcades amb carreus de pedra, tot i que la majoria són restituïdes, i també amb maons.
Tot el conjunt és bastit amb pedra de diverses mides i les refeccions amb maons.

## Història
En època medieval hi havia molins fariners disposats per tota la riba del riu Fluvià (Romanyà, Bàscara i Calabuig). Normalment es construïen en canals de derivació dels rius. Calia trobar d'indret més adient per la construcció d'una resclosa que pogués embassar l'aigua i conduir-la per un rec fins al molí. En un principi, les rescloses eren parapets senzills de fusta, però aviat es van construir en pedra. L'aigua entrava al molí de manera controlada, feia moure els engranatges (pedres de molí) amb la força generada per un salt d'aigua, i tornava al riu per un altre rec de derivació. La terra que quedava al voltant del molí era de regadiu i s'aprofitava per al conreu.
En el cas del molí vell de Calabuig, les instal·lacions eren senzilles però suficients. Amb la mecanització del procés, el molí va ser abandonat i se'n va construir un de nou que ja no aprofitava l'energia de l'aigua. Més tard s'hi afegeixen altres construccions i es converteix en masia. Segons el fons arxivístic del COAC, el molí té origen medieval, tot i que la documentació conservada està datada a partir del segle xviii.